# Brandon (Misisipi)
Brandon es una ciudad situada en el estado de Misisipi, en los Estados Unidos. Es sede del condado de Rankin. En el año 2000 tenía una población de 16.436 habitantes en una superficie de 55.3 km², con una densidad poblacional de 298.6 personas por km². 

## Geografía
Brandon se encuentra ubicada en las coordenadas 32°16′49″N 89°59′54″O / 32.28028, -89.99833. Según la Oficina del Censo, la ciudad tiene un área total de 55,3 km² (21,4 mi²), de la cual 55,1 km² (21,3 mi²) es tierra y 0,2 km² (0,1 mi²) es agua.

### Localidades adyacentes
El siguiente diagrama muestra a las localidades en un radio de 20 kilómetros (12,4 mi) de Brandon.

## Demografía
Para el censo de 2000, había 16.436 personas, 6.295 hogares y 4.595 familias en la ciudad. La densidad de población era 298.6 hab/km².
En el 2000 la renta per cápita promedia del hogar era de $ 53.246 y el ingreso promedio para una familia era de $63.098. El ingreso per cápita para la localidad era de $24.020. En 2000 los hombres tenían un ingreso per cápita de $42.414 contra $28.128 para las mujeres. Alrededor del 6% de la población estaba bajo el umbral de pobreza nacional. 